# Пет-Кладенци
Пет-Кладенци (болг. Пет кладенци) — село в Болгарии. Находится в Русенской области, входит в общину Бяла. Население составляет 54 человека.

## Политическая ситуация
Пет-Кладенци подчиняется непосредственно общине и не имеет своего кмета.
Кмет (мэр) общины Бяла — Юрий Петков Симеонов (Гражданский союз за новую Болгарию) по результатам выборов в правление общины.